# گیزنسدورف
گیزنسدورف (به آلمانی: Giesensdorf) یک شهر در آلمان است که در هرتسوگتوم لاونبورگ واقع شده‌است.
 گیزنسدورف  ۹۲ نفر جمعیت دارد.